# Антонов Олег Ярославович
Олег Антонов (італ. Oleg Antonov; нар. 28 липня 1988) — італійський волейболіст, догравальник, срібний призер Олімпійських ігор 2016 року.
Батько — Ярослав Антонов — російський волейболіст і тренер.
Стрийко — Олег Антонов — виграв Кубок України з волейболу у складі черкаського «Азоту».

## Виступи на Олімпіадах
| Олімпіада           | Дисципліна | Місце |
| ------------------- | ---------- | ----- |
| Ріо-де-Жанейро 2016 | волейбол   | 2     |